# 1578 Kirkwood
För andra betydelser, se Kirkwood.
1578 Kirkwood eller 1951 AT är en asteroid i huvudbältet, som upptäcktes 10 januari 1951 av Indiana Asteroid Program vid Indiana University Bloomington med Goethe Link Observatory. Asteroiden har fått sitt namn efter astronomen Daniel Kirkwood.
Asteroiden har en diameter på ungefär 47 kilometer och den tillhör asteroidgruppen Hilda.